# Donald Gosling
Sir Frederick Donald Gosling (2 marzo 1929 – 16 settembre 2019) è stato un ammiraglio britannico.

## Biografia

### Carriera
Si unì alla Royal Navy nel 1944 durante la seconda guerra mondiale e servì nel Mediterraneo sull'incrociatore HMNZS Leander. Dopo la guerra, insieme a Ronald Hobson, fondò il Central Car Parks. Nel 1959 il Central Car Parks si unì al National Car Parks da Anne Lucas, la vedova del colonnello Frederick Lucas. Gosling è stato co-presidente del business fino al pensionamento nel 1998.
Divenne un fiduciario del Fleet Air Arm Museum a Yeovilton nel 1974 e Vicepresidente della Seafarers UK nel 1993. È stato nominato capitano onorario della Royal Naval Reserve dalla regina nel gennaio 1993; egli è stato successivamente promosso a Contrammiraglio della Royal Naval Reserve. Nel mese di aprile 2012, è diventato vice-ammiraglio del Regno Unito.

### Matrimonio
Nel 1959 sposò Elizabeth Shauna Ingram, dalla quale ebbe tre figli. Nel 1988 la coppia divorziò. Successivamente ebbe una relazione con Miss Gabriella di Nora. La coppia fu tra gli invitati, nel 2011, alle nozze del principe William con Catherine Middleton e sul palco reale nel giugno 2012 durante il concerto per il Giubileo di diamante di Elisabetta II del Regno Unito.